# Ilias (Vorname)
Ilias ist ein Vorname.

## Herkunft und Bedeutung
Ilias ist eine vor allem im Griechischen verwendete männliche Variante des Namens Elias.

## Bekannte Namensträger
- Iliaș Alexandru, Herrscher im Fürstentum Moldau
- Ilias Iliadis (* 1986), georgisch-griechischer Judoka
- Ilias Kafetzis, griechischer Leichtathlet
- Ilias Kotsios (* 1977), griechischer Fußballspieler
- Ilias Lappas (* 1979), griechischer Volleyballspieler
- Ilias Tsirimokos (1907–1968), griechischer Politiker und Ministerpräsident
- Ilias Zengelis (* 1937), griechischer Architekt